# Grewia tiliifolia
Grewia tiliifolia är en malvaväxtart som beskrevs av Vahl. Grewia tiliifolia ingår i släktet Grewia och familjen malvaväxter. Inga underarter finns listade i Catalogue of Life.

## Bildgalleri

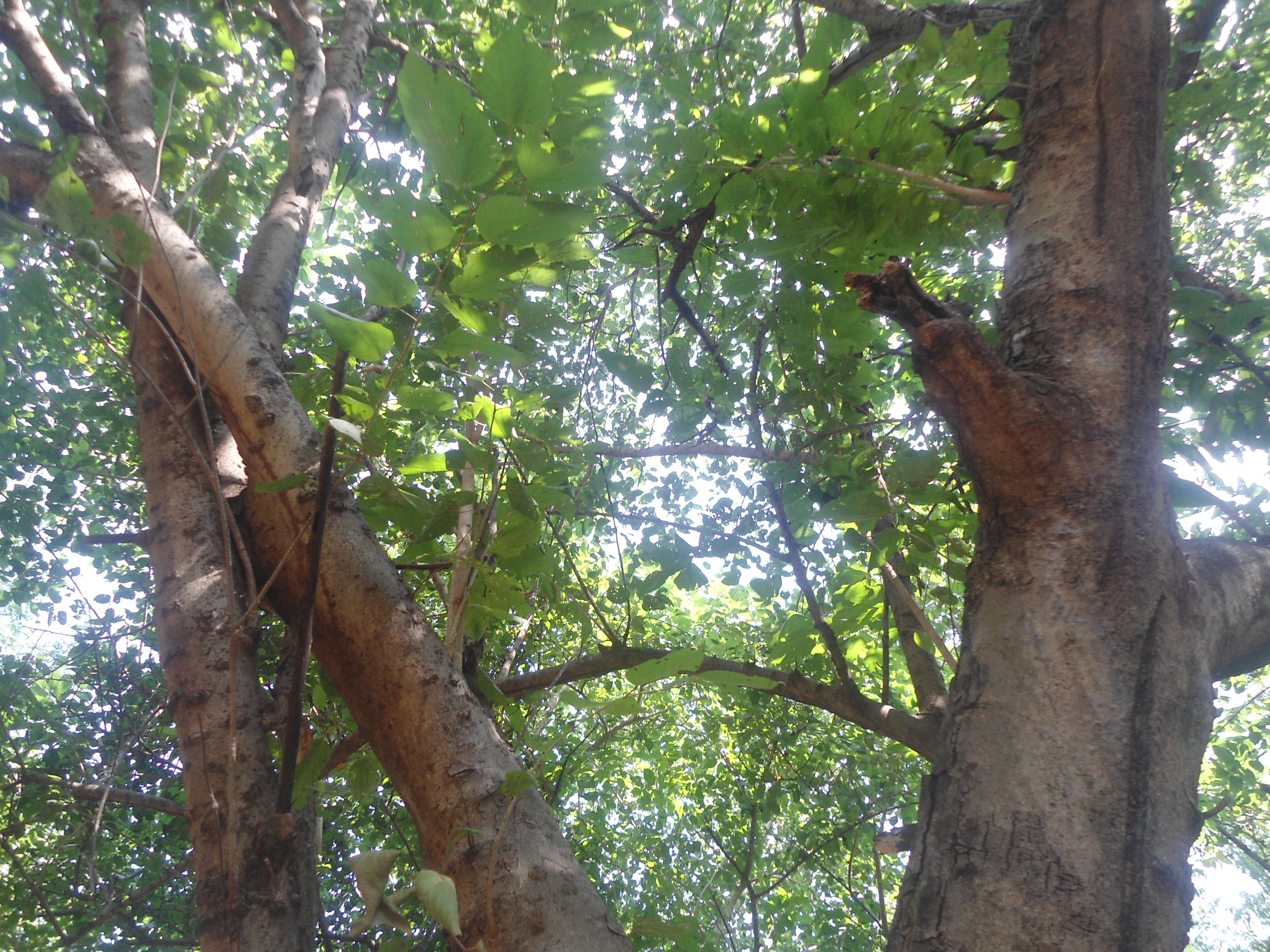
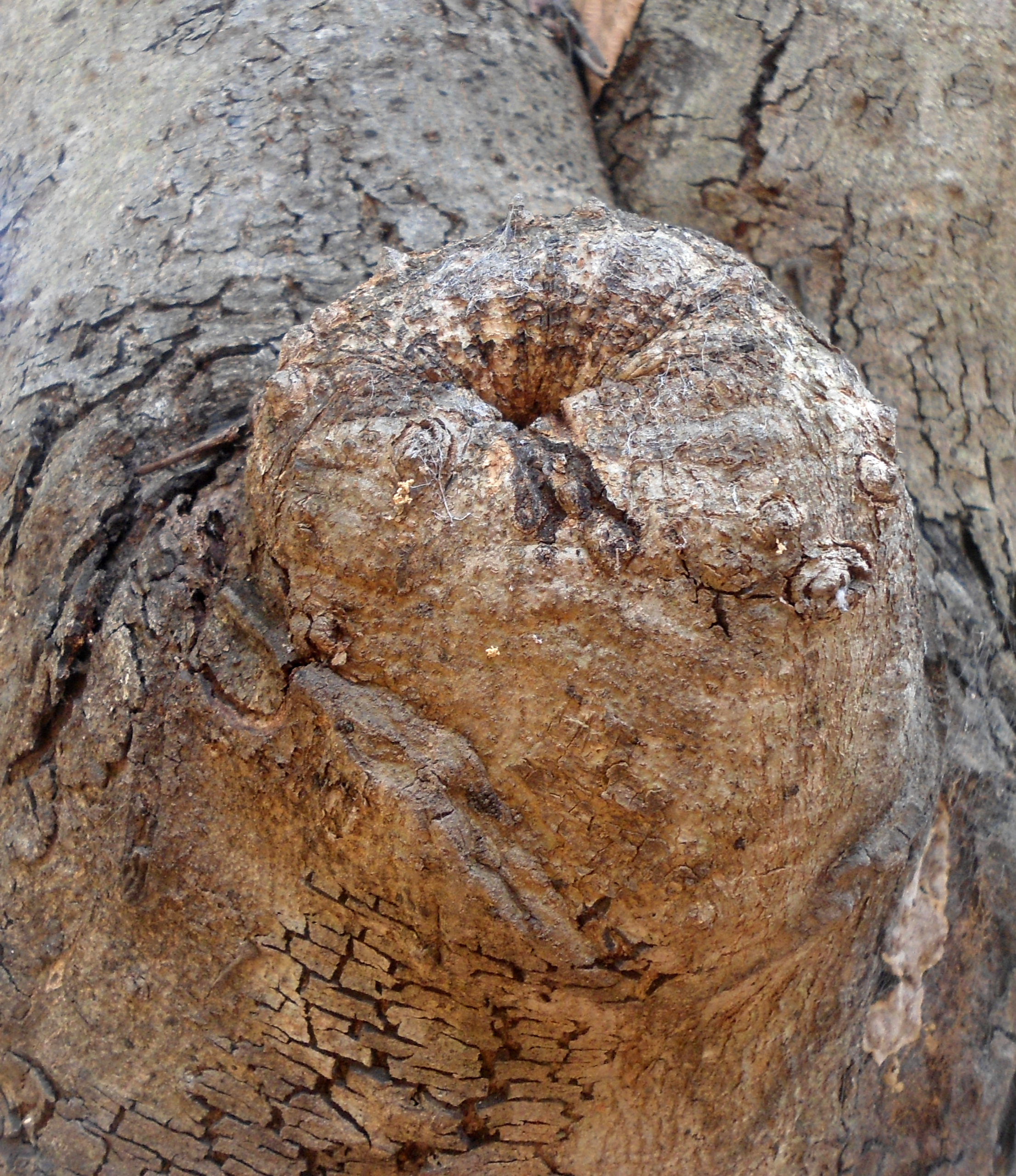
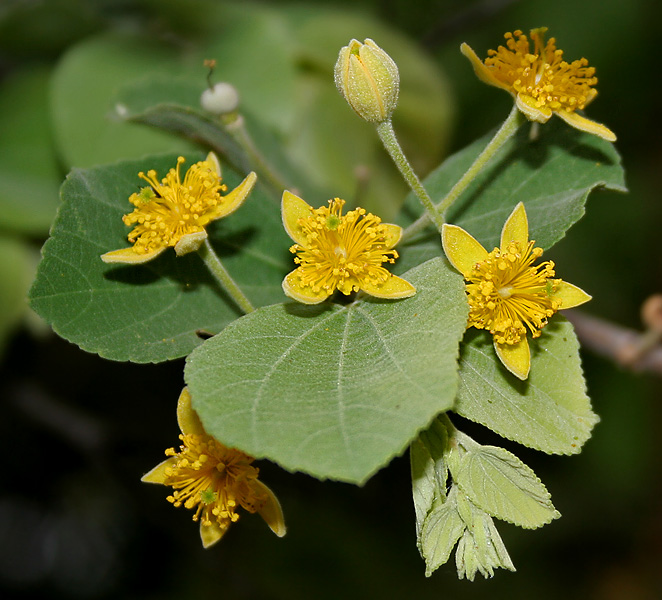
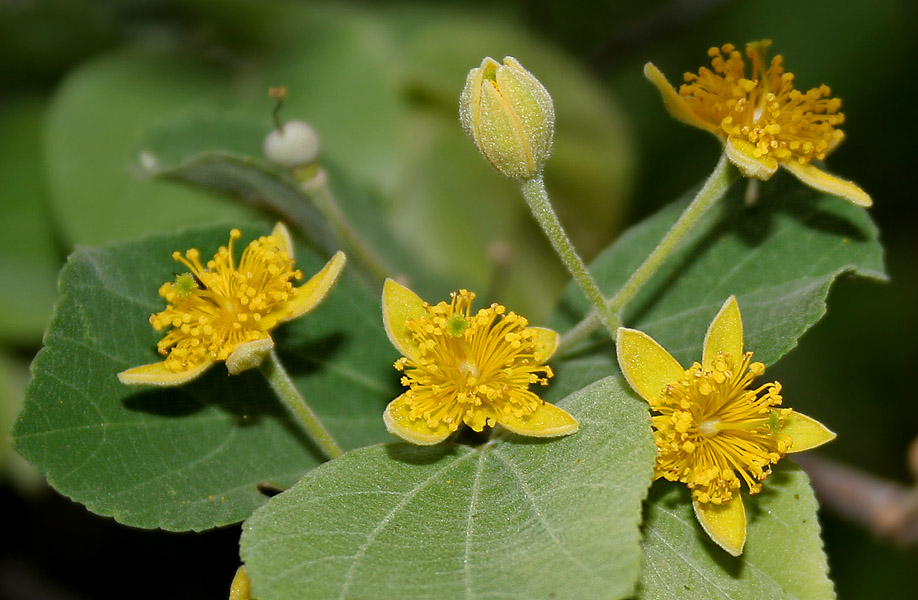
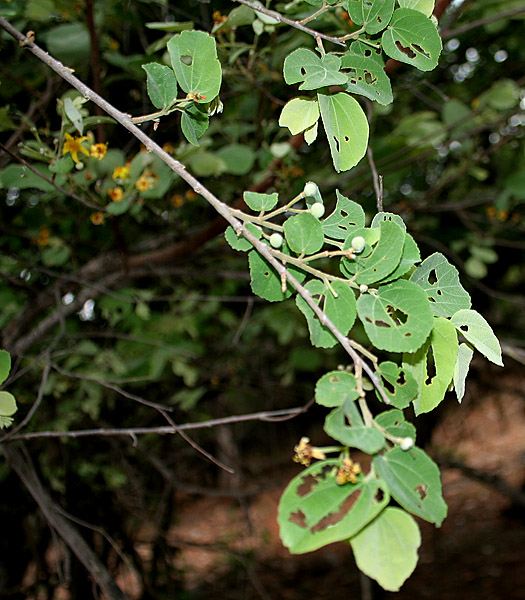
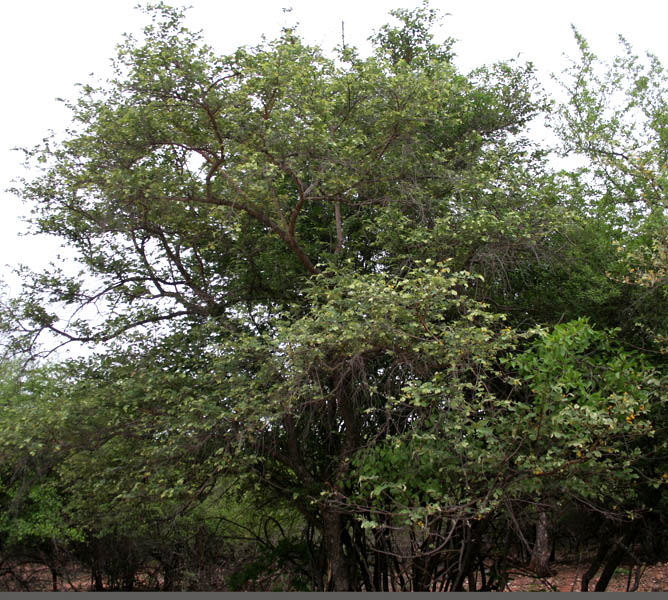